# 豬谷站
豬谷站（日语：／ Inotani eki */?）是一個位於日本富山縣富山市豬谷字旦暮，屬於西日本旅客鐵道（JR西日本）與東海旅客鐵道（JR東海）高山本線的鐵路車站。此站是富山縣最南端車站，為JR的邊界站之一，是JR東海與JR西日本4個邊界站之一，車站站房由JR西日本負責管理。特急列車皆停靠此站以交接司機員及車掌；兩公司的普通列車各自以此站為起迄點，不互跨運行。
曾經有神岡鐵道神岡線直通，但已於2006年廢線。

## 車站構造

### 站房
木建單層站房1座。車站出位於右側，進站後即為候車大堂、通道及開放式驗票口。左側為原有的站務室，無人化後，站務室也停止使用；服務窗口亦被木板所圍封，但在窗口前則放置了一部可發售近距離特急劵的簡易式自動售票機，也包括接續愛之風富山鐵道富山站及周邊主要車站，和IR石川鐵道金澤站的車票。
右側為候車大堂，三邊牆壁均設有木製長櫈，另中央部份放置了兩張四獨立座位式塑膠座椅。通過閘口後，右側後方為兩間公司員工的值勤休息室。
站房右側建有一座男、女獨立式洗手間一座。左側為兩所公司的員工宿舍，供晚間停泊列車在此的駕駛員及乘務員能夠在這裏留宿。

### 月台配置
設有缺角式的島式月台1個，可提供2面3線的配置，其中遠離站房的一側，總長度超過200米缺角部份月台約為85米、另一端則約120米。但由於現行服務的列車根本用不着所有的月台，所以一般而言，向JR東海一方的月台均甚少用上。又缺角式月台為過往神岡鐵道線列車使用，稱為3號月台。廢線後相關的月台已被欄竿圍封。
月台與站房之間以橫跨1號月台路軌的平交道連接，設置於原缺角式月台的旁邊，並以削去部份月台以改成梯級供乘客使用。站內另設有舊有貨物線及待避線。
基本上，所有特急列車均會採用2號月台；普通列車方面，JR東海全日8個班次中，3班使用1號月台、5班採用2號月台；而JR西日本的每9個班次，有6班採用1號月台、3班採用2號月台。部份情況下，兩間公司的普通列車會停靠在同一月台時，即如泊站相同的轉乘方式，即乘客在其中一方下車後，只要前行至另一公司的列車轉乘便可。每晚兩公司也各有2列2輛編成列車在月台上留夜。
| 月台 | 公司     | 路線      | 方向 | 目的地                                   | 備註                      |
| ---- | -------- | --------- | ---- | ---------------------------------------- | ------------------------- |
| 1    | JR西日本 | ■高山本線 | 下行 | 富山方向                                 | 1天6班普通列車            |
| 1    | JR東海   | 高山本線  | 上行 | 高山、下呂、美濃太田方向                 | 1天3班普通列車            |
| 2    | JR西日本 | ■高山本線 | 下行 | 富山方向                                 | 1天4班特急、3班普通列車   |
| 2    | JR東海   | 高山本線  | 上行 | 高山、美濃太田、經東海道本線往名古屋方向 | 1天4來回特急、5班普通列車 |

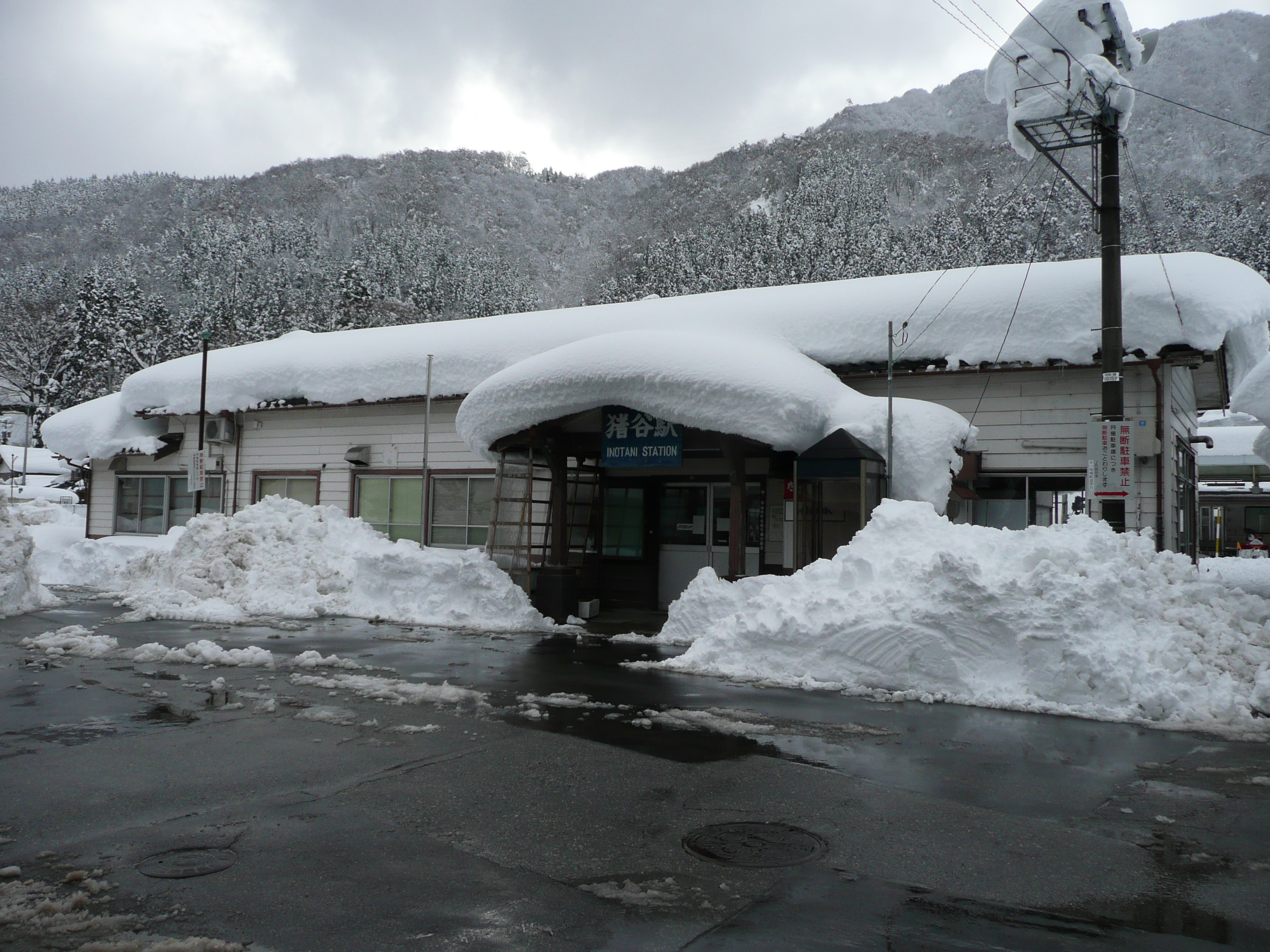
冬期的豬谷站（2009年12月）
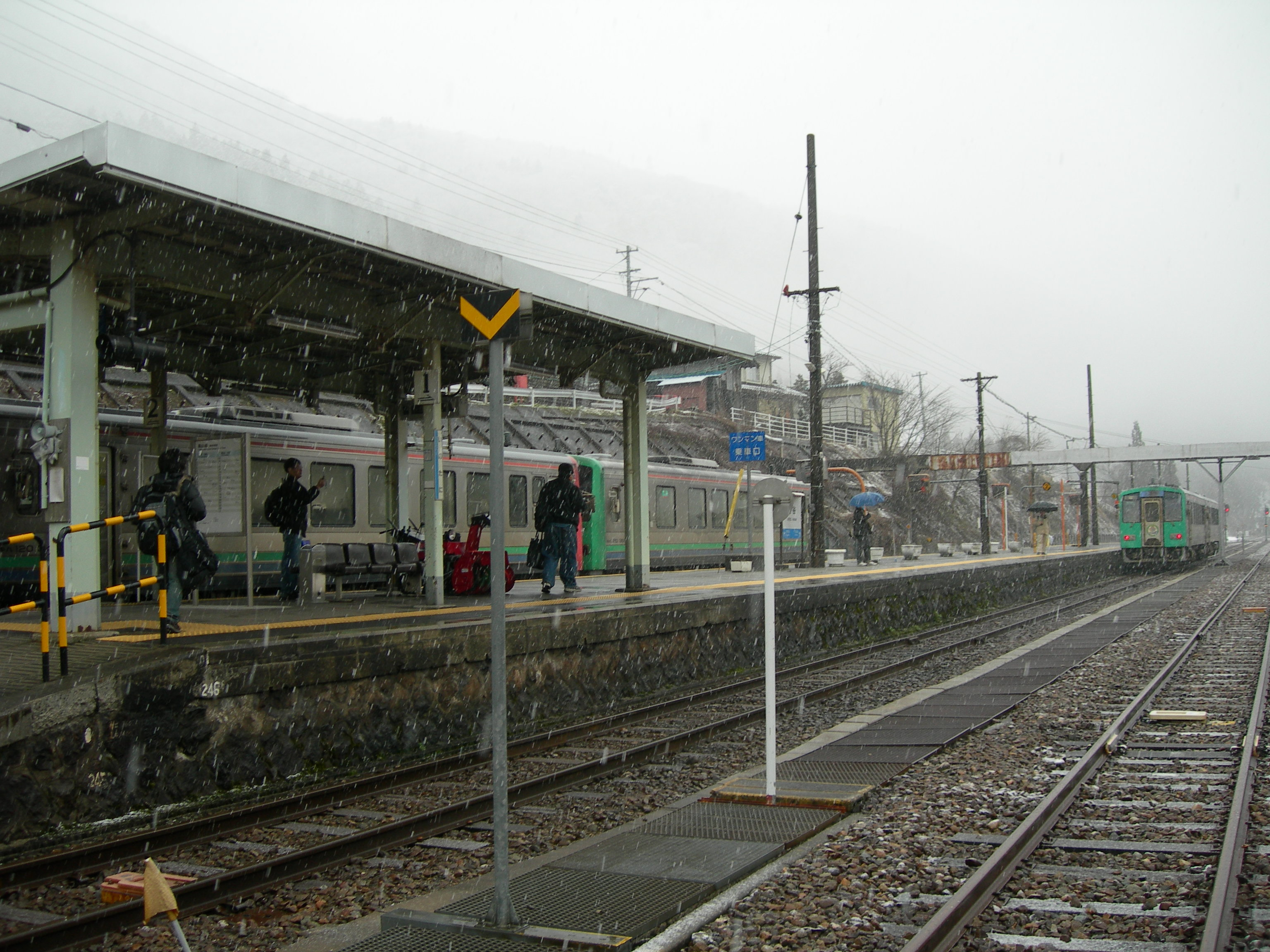
1號月台
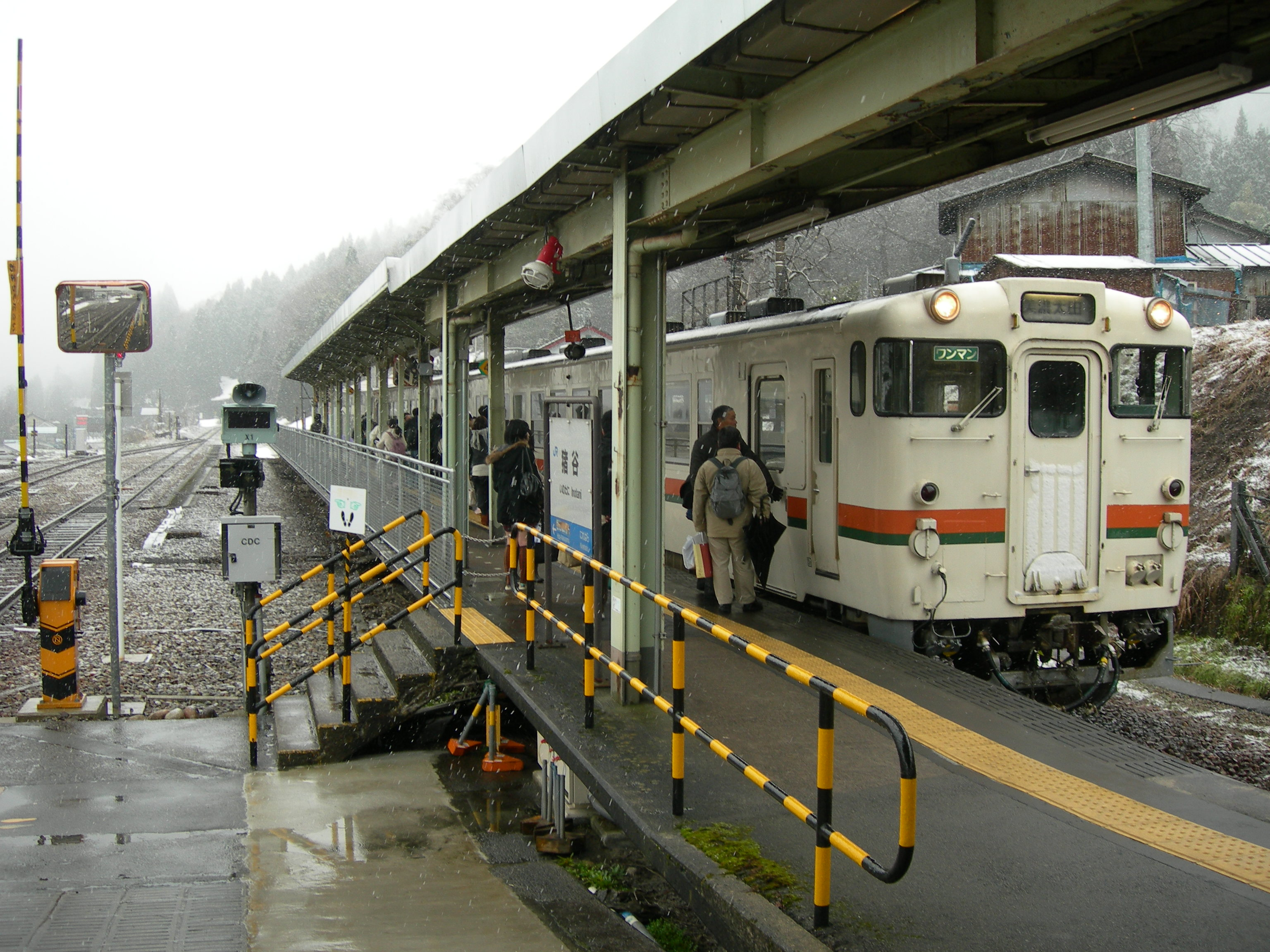
2號月台 左側為神岡鐵道月台跡
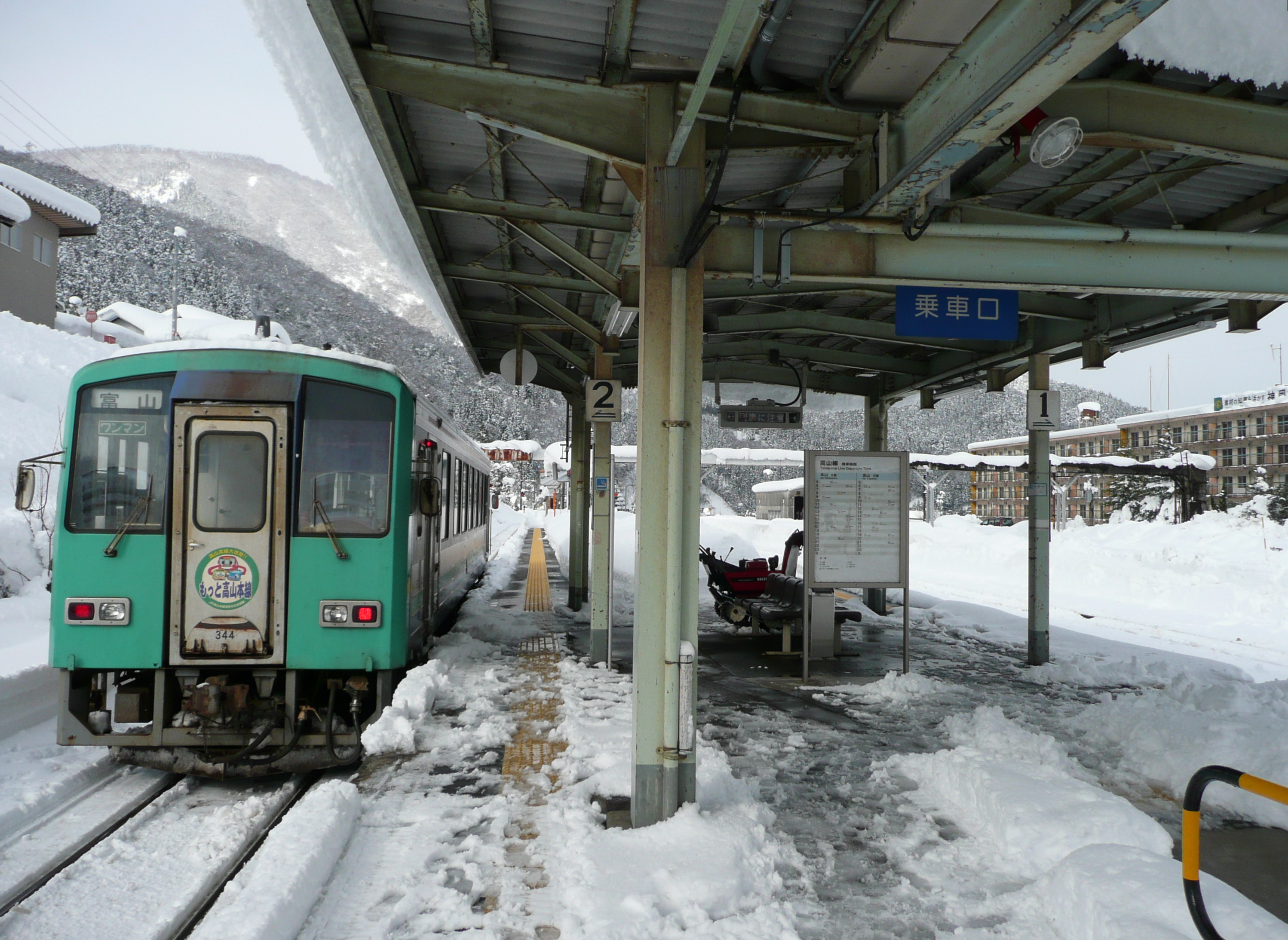
冬期月台（2009年12月）
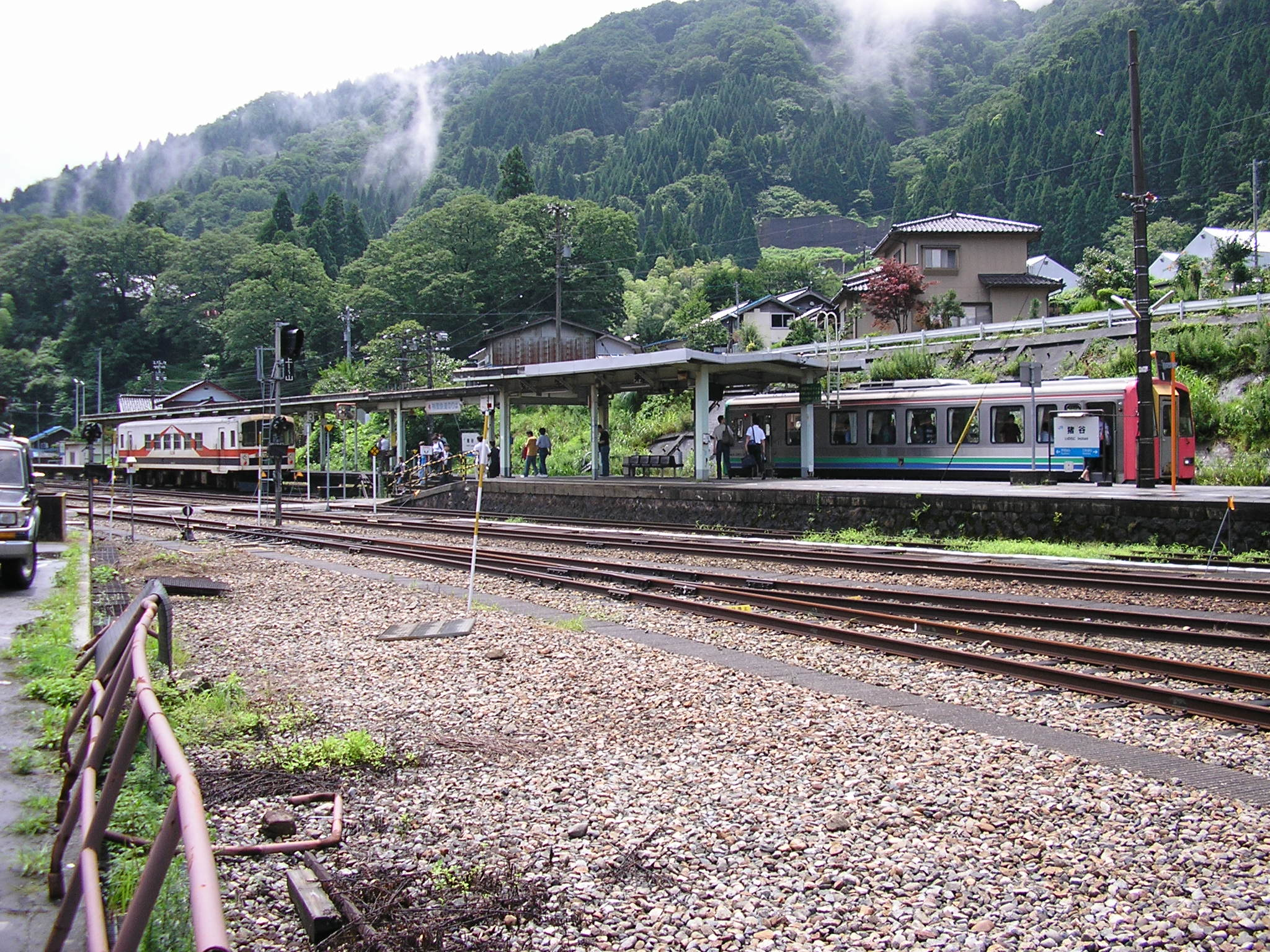
月台全景 （2006年7月）
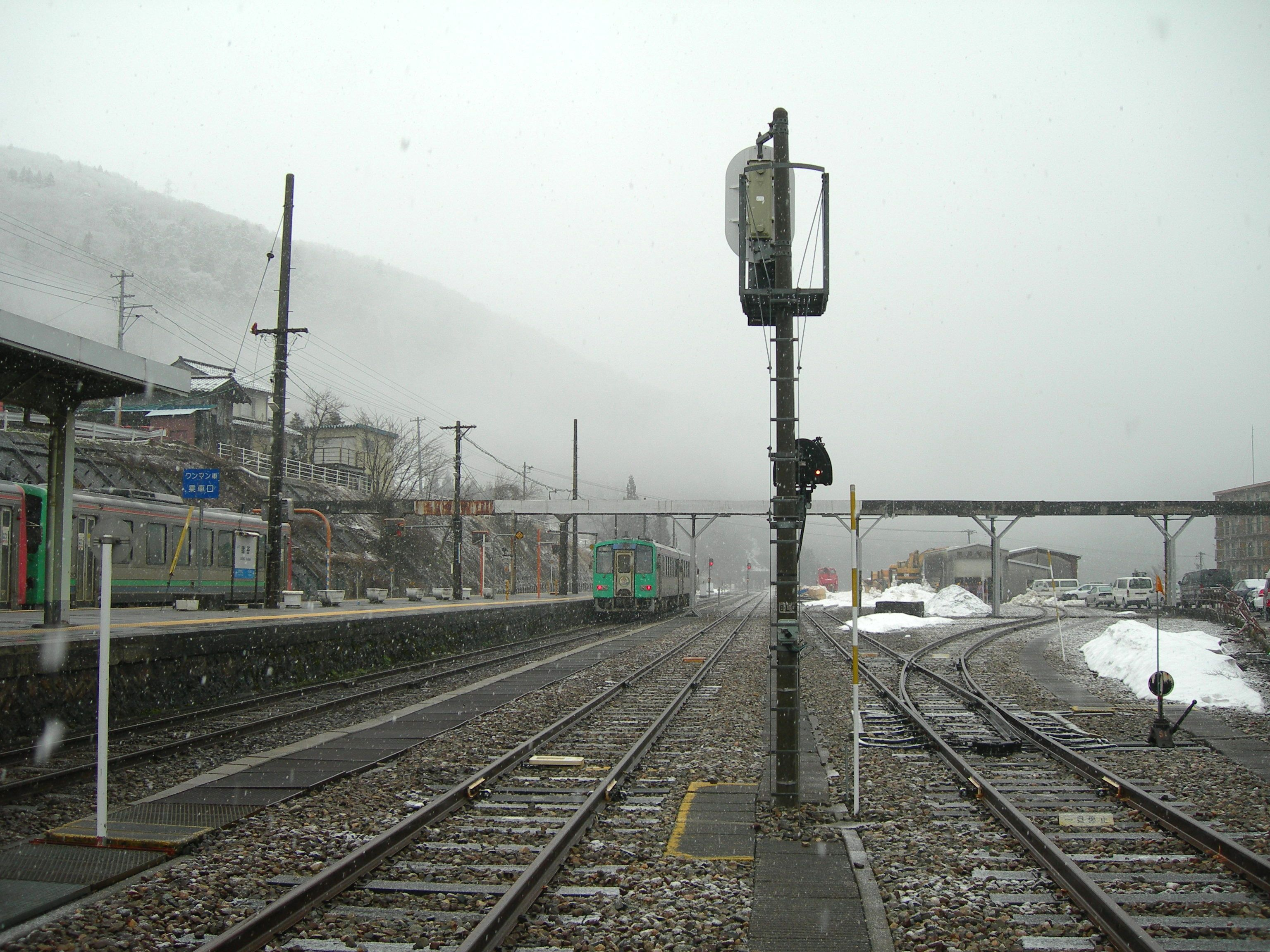
車站構內

## 使用情況
本站所在地實為細小的集落，當地民居相對不多，使用量亦較少，反而主要客源是來自由富山出發前往高山的外國遊客，以及一小批需要橫跨兩間公司通勤的乘客為主，這在2020及2021年度錄得了極大規模的跌幅可見一班，而這兩年正好亦是全球感染「2019冠狀病毒病」的高峰期，國外遊客近乎絕跡的時期。再加上本站在日本鐵路界上、也算是薄有名氣的秘境站之一，也吸引了一些鐵路迷特意到來探訪。
根據「富山縣統計年鑑」與「富山市統計書」，近年1日平均上車人次如下表：
| 年度 | 1日平均 上車人次 | 出處        |
| ---- | ---------------- | ----------- |
| 1995 | 171              | [ 統計 1 ]  |
| 1996 | 153              | [ 統計 1 ]  |
| 1997 | 142              | [ 統計 1 ]  |
| 1998 | 137              | [ 統計 1 ]  |
| 1999 | 125              | [ 統計 1 ]  |
| 2000 | 113              | [ 統計 1 ]  |
| 2001 | 107              | [ 統計 1 ]  |
| 2002 | 102              | [ 統計 1 ]  |
| 2003 | 99               | [ 統計 1 ]  |
| 2004 | 86               | [ 統計 1 ]  |
| 2005 | 80               | [ 統計 1 ]  |
| 2006 | 88               | [ 統計 1 ]  |
| 2007 | 77               | [ 統計 1 ]  |
| 2008 | 70               | [ 統計 1 ]  |
| 2009 | 67               | [ 統計 1 ]  |
| 2010 | 59               | [ 統計 1 ]  |
| 2011 | 59               | [ 統計 1 ]  |
| 2012 | 57               | [ 統計 1 ]  |
| 2013 | 51               | [ 統計 2 ]  |
| 2014 | 43               | [ 統計 3 ]  |
| 2015 | 71               | [ 統計 4 ]  |
| 2016 | 263              | [ 統計 5 ]  |
| 2017 | 297              | [ 統計 6 ]  |
| 2018 | 287              | [ 統計 7 ]  |
| 2019 | 249              | [ 統計 8 ]  |
| 2020 | 17               | [ 統計 9 ]  |
| 2021 | 22               | [ 統計 10 ] |
| 2022 | 74               | [ 統計 11 ] |
| 2023 | 174              | [ 統計 12 ] |

## 相鄰車站
※特急「飛驒」參見列車條目。
西日本旅客鐵道（JR西日本）
■ 高山本線
豬谷－榆原
東海旅客鐵道（JR東海）
 高山本線
杉原－豬谷

### 曾經存在的路線
神岡鐵道
神岡線
豬谷－飛驒中山
三井金屬礦業
神岡鐵道線
豬谷－東豬谷

### 補充注釋
1. ↑  餘下的3站為米原站（東海道本線）、龜山站（關西本線）、新宮站（紀勢本線）

### 統計資料
1. ↑  富山縣統計年鑑，第10章，項目2。
2. ↑  富山縣統計年鑑 （页面存档备份，存于），第10章，項目10-2。
3. ↑  10運輸及び通信 （页面存档备份，存于），第11回 富山市統計書：第144頁。
4. ↑  10運輸及び通信 （页面存档备份，存于），第12回 富山市統計書：第144頁。
5. ↑  10運輸及び通信 （页面存档备份，存于），第13回 富山市統計書：第144頁。
6. ↑  10運輸及び通信 （页面存档备份，存于），第14回 富山市統計書：第144頁。
7. ↑  10運輸及び通信 （页面存档备份，存于），第15回 富山市統計書：第128頁。
8. ↑  10運輸及び通信 （页面存档备份，存于），第16回 富山市統計書：第128頁。
9. ↑  10運輸及び通信，第17回 富山市統計書：第126頁。
10. ↑  10運輸及び通信 （页面存档备份，存于），第18回 富山市統計書：第126頁。
11. ↑  10運輸及び通信，第19回 富山市統計書：第138頁。
12. ↑  10運輸及び通信 （页面存档备份，存于），第20回 富山市統計書：第138頁。

## 外部連結
- JR西日本豬谷站
- JR東海本豬谷站